# Psammisia fallax
Psammisia fallax är en ljungväxtart som beskrevs av Herman Otto Sleumer. Psammisia fallax ingår i släktet Psammisia och familjen ljungväxter. Inga underarter finns listade i Catalogue of Life.